# L'Espina (Alfara de Carles)
L'Espina és una muntanya de 1.181 metres que es troba entre els municipis de l'Alfara de Carles i Paüls al Baix Ebre, i l'Horta de Sant Joan a la Terra Alta.
Al cim s'hi pot trobar un vèrtex geodèsic (referència 246150001).
Aquest cim està inclòs al llistat dels 100 cims de la FEEC.  